# Euploea castelnaui
Euploea castelnaui är en fjärilsart som beskrevs av Felder 1865. Euploea castelnaui ingår i släktet Euploea och familjen praktfjärilar. Inga underarter finns listade i Catalogue of Life.